# Blitz
Blitz (hrv. munja) je na engleskom govornom području skupni naziv za zračne napade Luftwaffea na britanske gradove tijekom Drugog svjetskog rata s ciljem slamanja otpora i kapitulacije Ujedinjenog Kraljevstva.
Tijekom tih zračnih napada poginulo je oko 43.000 civila te je oštećeno ili uništeno preko 1.000.000 zgrada i kuća.

## Uvod
Dana 24. kolovoza 1940. godine Luftwaffe je izvršio napad na južno predgrađe Londona, djelomično i na sam grad. Kao odgovor, Kraljevske zračne snage izvele su 25. i 26. kolovoza 1940. godine nekoliko noćnih napada na Berlin.
Hitlerovom naredbom od 5. rujna 1940. počinju dnevni i noćni napadi na britanske gradove, uključujući London.

## Londonski Blitz
Napad Luftwaffea na London 7. rujna 1940. godine označio je početak tzv. londonskog Blitza. 300 bombardera kao i 600 pratećih zrakoplova izvršilo je dnevni napad na Londonsku luku (Port of London) kao i na East End. Taj napad, uključujućii i noćni napad istog dana, rezultirao je pogibijom 436 ljudi kao i s 1.500 ranjenika.   
Između 7. rujna i 15. studenog 1940. godine London postaje meta noćnih napada kako njemačkih tako i talijanskih bombardera. U toj fazi, 14. listopada 1940. godine, 380 bombardera izvelo je do tada najteži zračni napad na London u kojem pogiba oko 200 ljudi a 2.000 biva ranjeno.   
U noći s 29. na 30. prosinca 1940. godine dolazi do najrazornijeg napada na centar Londona koji je rezultirao s 28.556 ubijenih i 25.578 ranjenih.

## Napadi na ostale gradove Ujedinjenog Kraljevstva
Od studenog 1940. do veljače 1941. godine napadi Luftwaffea su se proširili i na ostale industrijske i lučke gradove Ujedinjenog Kraljevstva: Coventry, Southampton, Birmingham, Liverpool, Clydebank, Bristol, Swindon, Plymouth, Cardiff, Manchester, Sheffield, Swansea, Portsmouth i Avonmouth.   

## Baedeker Blitz
Nakon napada Kraljevskih zračnih snaga na povijesno gradsko središte Lübecka u noći od 28. na 29. ožujka 1942. godine, Njemački Reich počinje s pripremama zračnih napada na kulturno znamenite gradove u Ujedinjenom Kraljevstvu. Ta je operacija u povijesti poznata pod nazivom Baedeker Blitz.
Naziv potječe od tadašnjeg voditelja propagande u Ministarstvu zrakoplovstva Trećeg Reicha prema kojemu su lokacije s tri zvjezdice iz turističkog vodiča izdavačke kuće Karl Baedeker odabrane kao odredišta tih napada.
Zračni napadi u travnju i lipnju 1942. godine na gradove York, Norwich, Bath, Cantebury i Exeter rezultirali su pogibijom 1.600 civila kao i desecima tisuća uništenih kuća.

## Baby Blitz
Od siječnja do svibnja 1944. godine Luftwaffe poduzima nove zračne ofenzive na gradove Ujedinjenog Kraljevstva pod nazivom Operation Steinbock. Ti su napadi rezultirali smrću oko 1.500 civila.
Zbog znatno manjeg opsega u usporedbi s prijašnjim zračnim napadima su te operacije na engleskom govornom području poznate pod nazivom Baby Blitz.

## Ishod
Radi planiranja operacije Barbarossa, kao i istodobnim otvaranjem Afričkog fronta, početkom Travanjskog rata te okupacijom Grčke dolazi sredinom svibnja 1941. godine do usporavanja zračnih napada Trećeg Reicha na Ujedinjeno Kraljevstvo